# توماس فرومان
توماس فرومان (انگلیسی: Thomas Frühmann؛ زادهٔ ۲۸ ژانویهٔ ۱۹۵۱) سوارکار پرش اهل اتریش است.